# USS Fullam (DD-474)
L'USS Fullam (DD-474) est un destroyer de la classe Fletcher en service dans la Marine des États-Unis pendant la Seconde Guerre mondiale. Il a été nommé en l'honneur du contre-amiral William Fullam (1855-1926).

## Construction
Sa quille est posée le 10 décembre 1941 au chantier naval Charlestown Navy Yard de Boston, dans le Massachusetts. Il est lancé le 16 avril 1942 ; parrainée par Mme Mariana F. Welch, et mis en service le 2 mars 1943 sous le commandement du commander H. C. Daniel.

## Historique
Le Fullam sert pendant une brève période comme navire d'escorte le long de la côte est avant de rejoindre les théâtres d'opérations du Pacifique pendant l'été 1943. Le Fullam atteint les Nouvelles-Hébrides le 28 août 1943 pour mener des opérations d'escorte dans la zone des îles Salomon. Au cours des mois suivants, le Fullam prend part à des missions d'escorte et de patrouille tout en fournissant un appui-feu et des bombardements pour un certain nombre de débarquements amphibies à petite échelle se déroulant pendant la campagne du Pacifique Sud. En tant qu'élément de la 5e flotte américaine, il participe à certaines des victoires alliées les plus décisives dans la campagne du Pacifique et se distingue au combat au large des îles Mariannes, tout en participant au bombardement de Tinian et de Saipan à l'appui des débarquements amphibies marins.

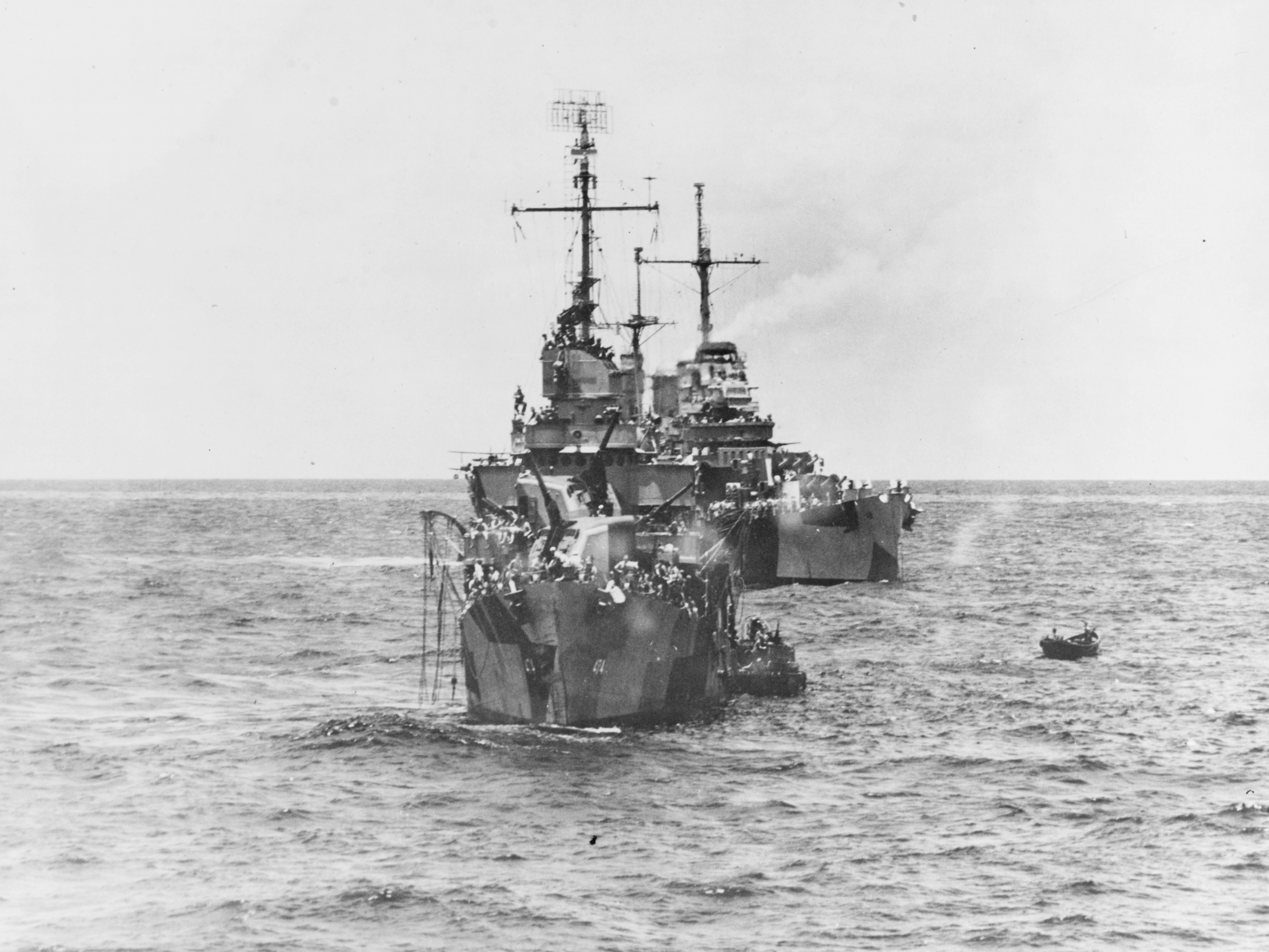
Le Fullam secourant l'équipage du après leur collision le 12 septembre 1944.

Le 19 juin 1944, le Fullam rejoint la Carrier Task Force 19 alors que la bataille de la mer des Philippines débute. Le Fullam mène des missions de lutte ASM et de piquetage pendant la bataille de deux jours, qui inflige de lourdes pertes aux forces navales japonaises. Il prend ensuite part bombardement à terre à l'appui des opérations de la marine américaine en cours dans les îles Mariannes. Le destroyer quitte la zone d'opérations des Mariannes le 10 août 1944. Pendant les opérations sur l'île de Peleliu, le Fullam entre en collision avec le destroyer USS Noa, qui fit naufrage. Après des réparations et une refonte de la côte ouest, il reprend sa formation dans les îles hawaïennes en décembre 1944. Le Fullam rejoint ensuite une force opérationnelle pour les débarquements d'Iwo Jima au cours duquel il sert d'écran et de navire d'appui-feu lors de la sanglante bataille qui suivit sur l'île. Il exerça des fonctions similaires lors de l'invasion d'Okinawa.
Il est retiré du service et placé en réserve le 15 janvier 1947. En 1962, le Fullam est rayé des registres, puis coulé comme cible au large de la côte de Virginie le 7 juillet 1962.

## Décorations
Le Fullam a reçu sept battles stars pour son service pendant la Seconde Guerre mondiale.